# Самітничок
Самі́тничок (Poodytes carteri) — вид горобцеподібних птахів родини кобилочкових (Locustellidae). Ендемік Австралії. Вид названий на честь англійського орнітолога Томаса Картера. Раніше його відносили до монотипового роду Самітничок (Eremiornis), однак за результатами молекулярно-генетичного дослідження цого буо переведено до відновленого роду Poodytes.

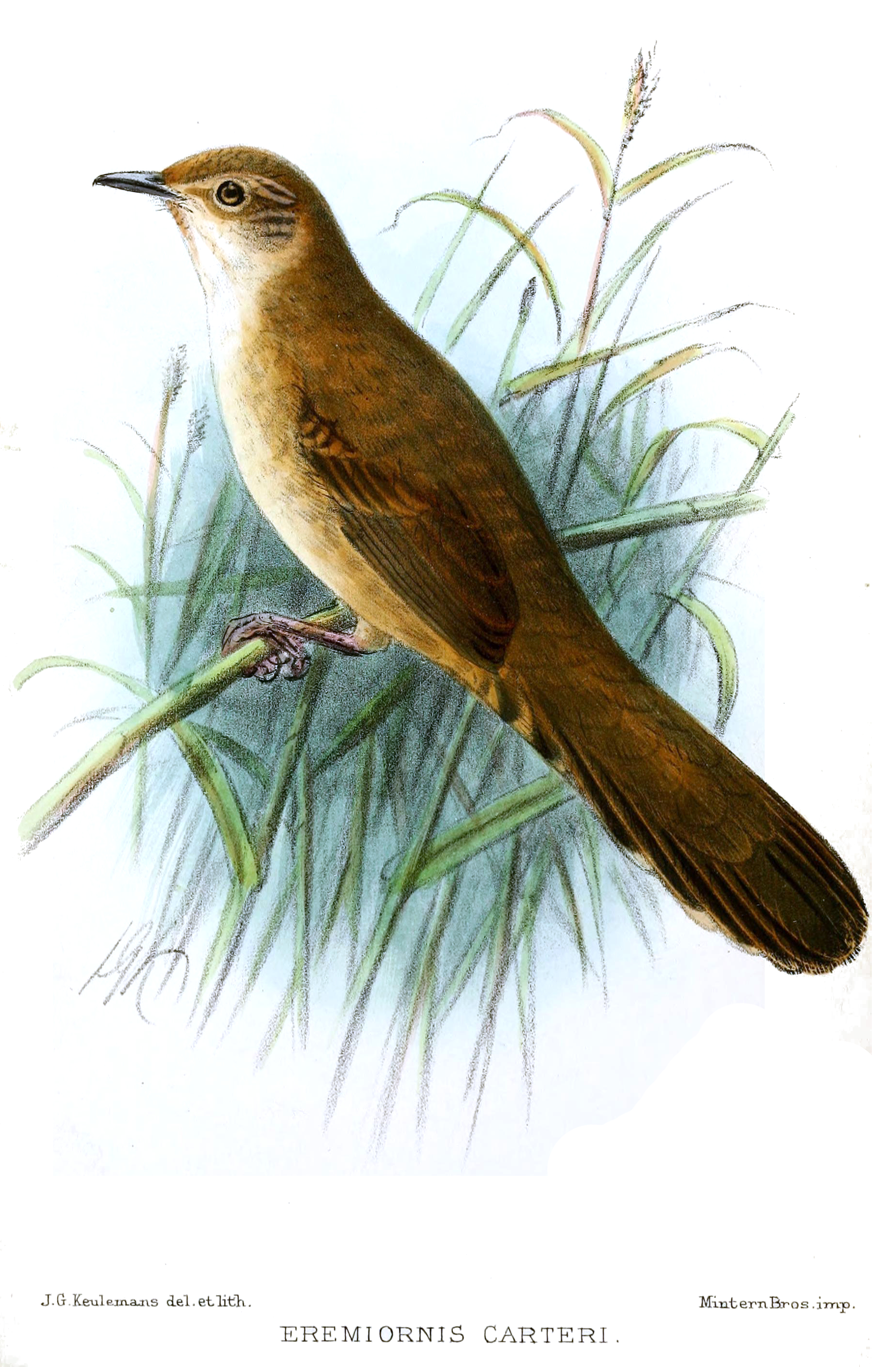
Самітничок

## Поширення і екологія
Самітнички мешкають на півночі Центральної Австралії, від Пілбари до північно-західного Квінсленда. Вони живуть на сухих луках, місцями порослих чагарниками та в напівпустелях. Живляться комахами і насінням. Сезон розмноження триває з серпня по листопад. Гніздо чашоподібне, розміщується в заростях Triodia. В кладці 2 яйця.